# Apples and Oranges
1967. november 18-án jelent meg a Pink Floyd harmadik kislemeze, az Apples and Oranges. Ez volt a zenekar utolsó kislemeze, melynek felvételében Syd Barrett részt vett, és az első, melyen Richard Wright egyik saját dala kapott helyet (Paint Box). Barrett dala egy csinos lányról szól, akit bevásárlás közben látott meg. Az Apples and Oranges azon kevés Pink Floyd-dal közé tartozik, ami a szerelemről szól, leggyakrabban viszont egy vicces, komolytalan műnek tartják. Roger Waters elmondta, hogy szereti a dalt (bár megjegyezte, hogy kicsit több munkával sokkal jobb lehetett volna).
A Pink Floyd második amerikai fellépésén – az American Bandstand című műsorban – playbackről játszotta a dalt. A The Pat Boone Showban – ugyanennek a dalnak a felvételén – Barrett nem volt hajlandó előre felvett zenére tátogni. Amikor elindították a zenét, csak egyhelyben állt. Ekkor megállították a felvételt, és a rendező részletesen elmagyarázta neki, hogy mit kell csinálnia. Barrett úgy tett, mint aki egyetért vele, lelkesen bólogatott neki. Amikor újra bejátszották a dalt, Barrett megint csak egyhelyben állt. Ezt még néhányszor eljátszotta, végül Roger Waters vállalta, hogy tátog a dalra, ami végül így került adásba. Barrett állítólag John Lennon példáját követve nem ment bele a playbackes megoldásba. Az esetet sokan Barrett egyre romló mentális állapotának tulajdonítják.
Barrett kiválása után a zenekar – már David Gilmourral – Belgiumban, egy piacon készített promóciós filmet a dalhoz. Ezen a felvételen is Waters „énekel”.
A dal azért is érdekes, mert az öt korai Pink Floyd-kislemez közül ez az egyetlen, melynek létezik sztereó változata kalózfelvételeken. (Az Arnold Layne, a See Emily Play, az It Would Be So Nice és a Point Me at the Sky csak mono vagy álsztereó változatban ismert.)

## Idézet
Nem hasonlítható ahhoz, amit korábban csináltunk. Ez egy új hangzás. Sok gitár van benne. Egy vidám dal, kis karácsonyi utánérzéssel. Egy lányról szól, akit az utcán láttam meg, Richmondban. A középrészben az „apples and oranges” a refrén.
Sydnek aznap nem volt kedve tátogni a dalra…

## Közreműködők
- Syd Barrett – ének, gitár
- Richard Wright – billentyűs hangszerek, vokál
- Roger Waters – basszusgitár, vokál
- Nick Mason – dob, ütőhangszerek

### Produkció
- Norman Smith – producer